# GM High Value
High Value — серия V-образных шестицилиндровых бензиновых двигателей внутреннего сгорания, выпускавшихся с 2004 по 2011 год компанией General Motors.

## 3.5

### LX9
LX9 3500 является 3,5-литровым (3498 см3) двигателем с клапанным механизмом OHV. Его диаметр цилиндра и ход поршня составляют 94 мм × 84 мм. Двигатель развивает мощность 146—150 кВт (196—201 л. с.) и крутящий момент 289—300 Н⋅м. В октябре 2002 года двигатель получил улучшенную производительность и топливную эффективность. Также снижены нормы выбросов, шум, вибрация и жёсткость.
Применения:
- 2005—2006 Buick Terraza/Chevrolet Uplander/Pontiac Montana SV6/Saturn Relay
- 2004—2006 Chevrolet Malibu/Chevrolet Malibu Maxx
- 2005—2006 Pontiac G6 Sedan/Coupe
- 2006—2007 Buick Rendezvous
- 2006 Pontiac G6 GT Convertible

### LZ4
LZ4 3500 объёмом 3,5 л (3510 см3) впервые был представлен в 2006 году на Chevrolet Impala и Chevrolet Monte Carlo. Его диаметр цилиндра и ход поршня составляют 99 мм × 76 мм. Мощность составляет 157 кВт (211 л. с.) при 5800 об/мин, а крутящий момент — 290 Н⋅м при 4000 об/мин. К 2007 году мощность была увеличена до 167 кВт (224 л. с.) при 5800 об/мин, а крутящий момент — до 298 Н⋅м при 4000 об/мин. Двигатель стал устанавливаться на Chevrolet Malibu, Pontiac G6 и Saturn Aura. К 2008 году мощность стала составлять 163 кВт (219 л. с.). В кабриолетах Pontiac G6 двигатель развивал мощность 162 кВт (217 л. с.).
Применения:
- 2006—2009 Chevrolet Impala
- 2006—2007 Chevrolet Monte Carlo
- 2007—2010 Chevrolet Malibu/Chevrolet Malibu Maxx
- 2007—2009 Saturn Aura
- 2008—2010 Pontiac G6
- 2008—2009 Saturn Vue XE AWD (мощность 166 кВт (222 л. с.)/крутящий момент 298 Н⋅м)

Примечание: двигатель LZ4 упоминается в литературе как «3,5-литровый V6 с изменяемыми фазами газораспределения».

### LZE
LZE 3500 — версия LZ4 на гибком топливе с клапанным механизмом OHV. Диаметр цилиндра и ход поршня 99 мм × 76 мм. Мощность составляет 157 кВт (211 л. с.) при 5800 об/мин, а крутящий момент — 293 Н⋅м при 4000 об/мин.
Применения:
- 2006—2011 Chevrolet Impala
- 2006—2007 Chevrolet Monte Carlo

## 3.9
Диаметр цилиндра и ход поршня составляют 99 мм × 84 мм при рабочем объёме 3,9 л (3880 см3).

### LZ9
LZ9 3900 имеет роликовые коромысла, впускной коллектор переменной длины и изменяемые фазы газораспределения. Управляемый компьютером делитель камеры сгорания и клапанный механизм VVT повышают эффективность в более широком диапазоне оборотов.
Двигатель развивает мощность до 179 кВт (240 л. с.) и крутящий момент 325 Н⋅м с широкой кривой крутящего момента. Не менее 90 % от максимального крутящего момента применяется в диапазоне 1500—5500 об/мин.
Применения:
- 2006 Pontiac G6 GTP Sedan/Coupe/Convertible
- 2007 Pontiac G6 GT Sport Package Sedan/Coupe
- 2007—2009 Pontiac G6 GT Sport Package Convertible
- 2006—2007 Chevrolet Malibu SS
- 2006 Chevrolet Impala/Monte Carlo (мощность 180 кВт (242 л. с.)/крутящий момент 328 Н⋅м)
- 2006—2009 Buick Terraza/Chevrolet Uplander/Pontiac Montana SV6/Saturn Relay
- 2009—2011 Buick Lucerne (мощность 163—169 кВт (219—227 л. с.))

### LGD
LGD 3900 является версией LZ9 на гибком топливе. Он может работать как на бензине, так и на топливе E85. Мощность снижена до 230 л. с. при 5700 об/мин, а крутящий момент — до 235 фунт-фут при 3200 об/мин.
Применения:
- 2007—2009 Buick Terraza/Chevrolet Uplander/Pontiac Montana SV6
- 2009—2011 Buick Lucerne/Chevrolet Impala
- 2007 Saturn Relay (только fleet)

### LZ8 и LZG
LZ8 3900 имеет ту же систему изменения фаз газораспределения, что и LZ9. В 2007 году была представлена система Active Fuel Management (ранее известная как Displacement on Demand), которая может отключать ряд цилиндров при небольшой нагрузке для повышения экономии топлива. Мощность снижена до 174 кВт (233 л. с.), а крутящий момент составляет 325 Н⋅м. В 2008 году преемником LZ8 стал LZG 3900 на гибком топливе.
Применения:
- 2007 Chevrolet Impala (LZ8)
- 2008 Chevrolet Impala (LZG)

В 2009 году преемником LZ8 стал LGD.